# Cosmozoma voluptaria
Cosmozoma voluptaria är en insektsart som beskrevs av Brunner von Wattenwyl 1891. Cosmozoma voluptaria ingår i släktet Cosmozoma och familjen vårtbitare. Inga underarter finns listade i Catalogue of Life.